# Военно-морские силы Катара
Военно-морские силы Катара (араб. لقوات البحرية الأميرية القطرية‎) — один из видов вооружённых сил Катара. 
Задачами ВМС ВС Катара являются:
- патрулирование территориальных вод;
- контроль над судоходством;
- защита национальных портов;
- защита газовых месторождений в Персидском заливе[1].

## История
В связи с опасностью проникновения Исламского государства на акваторию Персидского залива генеральный секретарь ССАГПЗ в Эль-Кувейте озвучил возможность создания объединённых военно-морских сил арабских монархий Персидского залива..

## Пункты базирования
Штаб расположен в Дохе. Военно-морские базы расположены в Дохе (главная) и на острове Халул-Айленд.

## Боевой состав
ВМС Катара насчитывает 1 800 человек.

## Вооружение и военная техника
ВМС Катара имеют на вооружении катера различного типа, мобильные комплексы противокорабельных ракет.
- Ракетные катера

четыре единицы «Барзан»  («UK Vita») — 2х4 ПУ ПКР MM-40 Exocet, 1х6 ЗРК Sadral (ЗУР Mistral)
три единицы «Damsah» («Комбатан-3») — 2х4 ПУ MM-40 Exocet
- Патрульные катера

три единицы Damen Polycat 1450 (в том числе 1 небоеспособен)
2 единицы «Мушериб»
две единицы Vosper
12 единиц Spear
три единицы Watercraft P-1200 (в полиции; 4 этого типа сняты с вооружения)
три единицы Halmatic M-160 (в полиции)
четыре единицы Crestitalia MV-45 (в полиции)
- Десантный корабль

один танкодесантный корабль «Rabha»